# Brania pusilla
Brania pusilla är en ringmaskart som först beskrevs av Félix Dujardin 1851.  Brania pusilla ingår i släktet Brania och familjen Syllidae. Arten har ej påträffats i Sverige. Inga underarter finns listade i Catalogue of Life.